# Gmina Donji Lapac
Gmina Donji Lapac (chorw. Općina Donji Lapac) – gmina w Chorwacji, w żupanii licko-seńskiej.

## Demografia
Populacja gminy: 2 200 mieszkańców (2011), zdecydowaną większość stanowią Serbowie.
| Liczba ludności | Liczba ludności | Liczba ludności | Liczba ludności | Liczba ludności | Liczba ludności | Liczba ludności | Liczba ludności | Liczba ludności | Liczba ludności | Liczba ludności | Liczba ludności | Liczba ludności | Liczba ludności | Liczba ludności |
| --------------- | --------------- | --------------- | --------------- | --------------- | --------------- | --------------- | --------------- | --------------- | --------------- | --------------- | --------------- | --------------- | --------------- | --------------- |
| 1857            | 1869            | 1880            | 1890            | 1900            | 1910            | 1921            | 1931            | 1948            | 1953            | 1961            | 1971            | 1981            | 1991            | 2001            |
| 1237            | 1475            | 1466            | 1142            | 1102            | 1140            | 1014            | 1008            | 667             | 726             | 1001            | 1286            | 1590            | 1791            | 812             |

## Miejscowości w gminie
- Birovača
- Boričevac
- Brezovac Dobroselski
- Bušević
- Dnopolje
- Dobroselo
- Doljani
- Donji Lapac
- Donji Štrbci
- Gajine
- Gornji Lapac
- Gornji Štrbci
- Kestenovac
- Kruge
- Melinovac
- Mišljenovac
- Nebljusi
- Oraovac